# شعب دندي
شعب الدندي (وتكتب ديندي) هم مجموعة إثنية تعيش في بنين والنيجر ونيجيريا وشمال توغو في سهول نهر النيجر. يشكِّل الدندي جزءًا من شعب السونغاي. يعني مصطلح دندي "أسفل النهر" بلغة السونغاي. يبلغ عدد شعب الدندي ما يناهز 195 ألف نسمة. يعيشون في النيجر في المناطق المحيطة بمدينة غايا. تعد اللغة الدندية (وهي إحدى لغات السونغاي) لغتهم الأم.

## لمحة تاريخية
يرجع أصل الدندي والسونغاي إلى مملكة زا الغابرة، والتي وثِّقَ وجودها منذ القرن الثامن. امتدت مملكة زا بين بلدتي كوكيا وغاو في ما يعرف الآن بمالي. بلغَ العرب هذه الأراضي ودعوا الناس لاعتناق الإسلام في عام 1010م. انهارت إمبراطورية سونغاي في نهاية القرن السادس عشر بعد غزو المغرب لهذه المنطقة.

## الثقافة
يعد مجتمع الدندي أبويًا لأنهم يعتقدون أن جميع الرجال ينحدرون من نفس الأصل الذكوري. ينقسم المجتمع إلى مجموعات اجتماعية ومن بينها طبقة للأشراف. يُشَجِّعْ الأشراف على تزويج أول ابن ذكر ينجبوه لابنة عمه بقصد الحفاظ على نقاء نسل الأب.
يتزوج رجالهم في الثلاثينيات، في حين تتزوج الفتيات في سن المراهقة. يقبل مجتمع الدندي الطلاق. ينسب جميع الأطفال إلى الزوج. يتزوج معظم الرجال زوجة واحدة، ولكن في حال تزوج الرجل عدة زوجات فإن كلًا من زوجاته تحظى بشقتها الخاصة ضمن المجمَّع العائلي.

## الاقتصاد
تتنوع الأنشطة الاقتصاديَّة التي يمارسها أبناء شعب الدندي حيث تشمل التجارة وهي مهنة مارسوها لقرون من الزمن. غير أن معظمهم يعمل في الزراعة. تشمل المحاصيل الشائعة المزروعة في النيجر كلًا من الدخن والذرة والموز والكاسافا. أما في بنين فيزرعون الأرز والفول والفول السوداني والكاسافا والجزر والطماطم والفلفل والكرنب والدخن وأنواع مختلفة من القرع. يربي الدندي الماشية والجمال والأغنام والماعز والدجاج. ويشربون في النيجر حليب البقر والماعز.